# 西フリジア語
西フリジア語（にしフリジアご、西フリジア語: Westerlauwersk Frysk、蘭: Westerlauwers Fries、英: West Frisian、独: Westfriesische Sprache）は、オランダ北部のフリースラント州で話されている言語である。